# 휴즈 항공

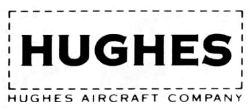
회사 로고.

휴즈 항공(Hughes Aircraft Company)은 미국의 항공기, 미사일 등을 생산하는 회사이다. 하워드 휴즈가 1932년 설립했다. 1985년 제너럴 모터스에 인수합병되었다. 1997년 레이시온에 인수합병되었다.

## 제품

### 미사일
- AIM-4 팰콘
- AIM-26 팰콘
- AIM-47 팰콘
- AIM-54 피닉스
- AIM-120 암람
- AGM-65 메버릭
- BGM-71 토우